# ジョナサン・ヘイズ
ジョナサン・ヘイズ（Jonathan Haze, 1929年4月1日 - 2024年11月2日）は、アメリカ合衆国の俳優である。

## 来歴
1929年、ペンシルバニア州ピッツバーグに生まれる。「B級映画の帝王」という異名を持つ映画監督で映画プロデューサーのロジャー・コーマン監督に見い出され、1954年にコーマンがプロデュースしたB級映画『海底からの怪物』の端役で映画デビューを果たす。デビュー以降はコーマン監督がプロデュースもしくは監督した作品の常連俳優として、出演を重ねたほか、ジェームズ・ディーン主演の『エデンの東』へもノークレジットで出演した。コーマンが製作した映画には俳優としてのみならず、制作スタッフとしても参加している。
そして1960年に製作されたコーマン監督の『リトル・ショップ・オブ・ホラーズ』で主役に抜擢。同作品は撮影予算が非常に低かった上、撮影期間が二日間というタイトなスケジュールで撮影されたB級ホラー映画だったが、1982年にオフ・ブロードウェイでミュージカル化されて大ヒットしたことをきっかけに、1986年にはリック・モラニス、スティーヴ・マーティンらをキャストとしたミュージカル映画としてリメイクされた他、2003年にはブロードウェイでミュージカル化されるなど、興行的にも成功した作品となった。
2024年11月2日、ロサンゼルスの自宅で死去。95歳没。

## 出演作品

### 映画
- 海底からの怪物 Monster from the Ocean Floor (1954)
- 速き者と怒れる者 The Fast and the Furious (1955)
- エデンの東 East of Eden (1955) ※ノークレジット
- ファイブ・ガン/あらくれ五人拳銃 Five Guns West (1955)
- 死刑囚2455号 Cell 2455, Death Row (1955)
- 荒野の待ち伏せ Apache Woman (1955)
- 原子怪獣と裸女 Day the World Ended (1955)
- 恐怖の足跡 ビギニング Dementia (1955)
- 早射ち女拳銃 Gunslinger (1956)
- The Oklahoma Woman (1956)
- 金星人地球を征服 It Conquered the World (1956)
- 女囚大脱走 Swamp Women (1956)
- Naked Paradise (1957)
- Not of This Earth (1957)
- ごろつき酒場 Rock All Night (1957)
- Bayou (1957)
- 女バイキングと大海獣 The Saga of the Viking Women and Their Voyage to the Waters of the Great Sea Serpent (1957)
- Carnival Rock (1957)
- Stakeout on Dope Street (1958)
- 恐怖の獣人 Teenage Cave Man (1958)
- Ghost of the China Sea (1958)
- Forbidden Island (1959)
- リトル・ショップ・オブ・ホラーズ The Little Shop of Horrors (1960)
- 古城の亡霊 The Terror (1963)
- X線の眼を持つ男 X (1963)
- Blood Bath (1966)
- 聖バレンタインの虐殺/マシンガン・シティ The St. Valentine's Day Massacre (1967)
- ザ・モンスター Vice Squad (1982)
- Invisible Mom II (1999) ※ビデオ作品
- Nobody Smiling (2010)

### テレビドラマ
- ハイウェイ・パトロール Highway Patrol (1955)
- I Led 3 Lives (1956)
- Navy Log (1956)
- シマロン・シティ Cimarron City (1958)
- サンセット77 77 Sunset Strip (1959)
- Overland Trail (1960)
- ファントム・アイ The Phantom Eye (1999)

### テレビアニメ
- The Angry Beavers (1998)